# Thersandre
Pour les articles homonymes, voir Thersandre (homonymie).
Dans la mythologie grecque, Thersandre (en grec ancien Θέρσανδρος / Thérsandros), fils de Polynice et d'Argie, est roi de Thèbes.

## Mythe
Dans le but de prendre le trône de Thèbes à son cousin Laodamas et de venger son père, il participe à la campagne des Épigones. L'oracle d'Apollon ayant dit qu'ils ne pourraient gagner la guerre que si Alcméon était leur chef, Thersandre offrit à Ériphyle le manteau d'Harmonie. Elle persuada alors ses deux fils, Alcméon et Amphiloque, de participer à l'expédition.
Après la victoire, Thersandre devint roi. Les Épigones consacrèrent à Apollon plusieurs captifs, dont Manto, fille du devin Tirésias, et les envoyèrent à Delphes. Thersandre fit aussi revenir dans la ville les Thébains qui avaient fui en Thessalie lors de la guerre.
Par la suite, il se joignit aux Grecs dans leur campagne contre Troie. Ils arrivèrent en Mysie, en croyant qu'il s'agissait de la Troade. Thersandre y fut tué par Télèphe, fils d'Héraclès. Pausanias ajoute qu’il a un tombeau à Élée, ville proche du Caïque.
Il laisse derrière lui un fils nommé Tisamène, qu'il a eu avec Démonassa, fille d'Amphiaraos. Celui-ci étant trop jeune pour régner, Pénélée est choisi pour devenir roi de Thèbes.